# Snellezen
Snellezen is de aangeleerde vaardigheid om zonder begripsvermindering aanzienlijk sneller dan gemiddeld te lezen. 
Leessnelheid wordt meestal aangeduid in 'wpm', woorden per minuut. De gemiddelde leessnelheid bedraagt rond de 240 wpm. De aanduiding 'aanzienlijk sneller dan gemiddeld' is een subjectieve kwalificatie, die hier wordt ingevuld als 'meer dan twee keer sneller dan gemiddeld'. Deze verdubbelnorm is gekozen omdat er tussen mensen enorme gerapporteerde verschillen in leessnelheid bestaan. Dit betreft een variatie van pakweg 60 tot 3600 wpm. Tot twee keer sneller dan gemiddeld lezen is in dat licht bezien niet zo heel bijzonder. In dit artikel wordt onder snellezen niet verstaan 'skimmen' of 'scannen'. Dat zijn technieken om selectief te lezen, waarbij men delen van de aangeboden leesstof overslaat.

## Techniek van het snellezen
Met een paar eenvoudige leestechnieken is een enorme verhoging van de begrijpende leessnelheid te verkrijgen. Die technieken sluiten aan op de motorische vaardigheid van het optimaal gebruiken van de oogspieren bij het lezen, in combinatie met de waarnemingsvaardigheid van het zo snel mogelijk verwerken van de gelezen tekst in de hersenen.
Algemeen bekende motorische snelleestechnieken behelzen het met een bijwijzer maken van grote oogsprongen tussen korte oogfixaties tijdens het lezen. Door bij te wijzen kunnen de oogspieren makkelijker gecoördineerd worden, omdat ze op natuurlijke wijze een bewegend object, de bijwijzer, volgen. Door de bijwijzer sneller te bewegen, wordt vanzelf ook sneller gelezen. Ook grote oogsprongen leiden tot sneller lezen omdat de hersenen gedwongen worden het perifere zicht beter te benutten, waardoor woordgroepen in plaats van losse woorden gelezen kunnen worden. Korte oogfixaties, ten slotte, zorgen ervoor dat men binnen dezelfde tijdsspanne meer woordgroepen leest. Voor de verwerkingscapaciteit van de hersenen maakt het niet uit of men 0,2 of 2 seconden fixeert op een woordgroep, maar voor de leessnelheid maakt het heel veel uit. Van nature maken de ogen trouwens al meerdere oogsprongen, en dus ook meerdere oogfixaties per seconde.
Twee belangrijke waarnemingstechnieken van het snellezen zijn het volharden in vooruitgaand en begrijpend lezen, zonder daarbij te vervallen in herlezen of subvocaliseren. Met herlezen wordt hier bedoeld het tijdens het lezen weer teruggaan naar reeds gelezen tekstgedeelten. Dat maakt het voor de hersenen een stuk moeilijker een vloeiende verhaallijn te volgen, naast het feit dat herlezen de leessnelheid natuurlijk sowieso verlaagt. Ook danig snelheidsverlagend is het subvocaliseren. Subvocaliseren is het in zichzelf voorstellen van de klank van de gelezen woorden en het daarbij ook reeds maken van nauwelijks merkbare stemband-, verhemelte-, mond- en tong-bewegingen, als zou men de woorden zelf hardop uit gaan spreken.
Indien de basis van snellezen is gelegd, kan de lezer opschakelen naar geavanceerdere snelleestechnieken. Door logische woordgroepen te leren lezen, wordt de snelheid hoger en krijgt men beter begrip van de tekst. Dit komt omdat de woordgroepen logisch zijn als geheel, waardoor de lezer het ook direct kan visualiseren. Onderzoek van Richard Sutz (2009) naar priemwoorden wijst uit dat door woordherkenning dit proces nog meer bespoedigd kan worden.

## Psychologie van het snellezen
Net als vele andere vaardigheden in het leven, is ook snellezen gebaat bij een goede concentratie. Concentratie is een belangrijke eigenschap om gedisciplineerd taken te kunnen volbrengen. Met een aantal trefwoorden is de psychologie van geconcentreerd snellezen als volgt samen te vatten: 
Het gemotiveerd, leesdoelgericht, met aandacht en interesse, zonder afleiding, vol zelfvertrouwen en in optimale fysieke leesomstandigheden lezen van een vooraf bepaalde hoeveelheid tekst. Anders gezegd, het snellezen is gebaat bij een gerichte focus op de te lezen tekst, met een gelijktijdige hoge weerstand tegen afleidingen.
Bij het zichzelf stellen van snelleesdoelen, is het verstandig te streven naar veelvouden van 60 wpm, omdat de nagestreefde en behaalde snelheden dan eenvoudig tot gehele aantallen woorden per seconde zijn om te rekenen. Als men bijvoorbeeld zijn leessnelheid van 4 naar 6 woorden per seconde wil verhogen, leidt dat tot een leessnelheidsdoel van 6*60 = 360 wpm. 

## Uiterste bovengrens van snellezen
Sommige cursussen beloven om de leessnelheid te verhogen van een loutere 100 tot 200 woorden per minuut tot 10.000 en zelfs 25.000 woorden per minuut. Onderzoekers hebben echter vastgesteld dat geen enkele van de onderzochte cursussen de leessnelheid verhoogde zonder dat het begrip verminderde. Het belangrijkste is echter dat deze leessnelheden biologisch niet mogelijk zijn: ze overschrijden de maximale informatie-verwerkingssnelheid van het menselijk brein.